# Atlas agroclimático de Chile
El Atlas agroclimático de Chile es una enciclopedia que ilustra en detalle las variables climáticas que afectan el territorio de Chile. Su primera edición fue publicada en 2017 y esta dirigida sobre todo a agricultores, productores, inversionistas, investigadores y diseñadores de política pública para ofrecerles información agroclimática de alta resolución, ya sea en la situación actual como la de potenciales cambios climáticos, para mejorar la toma de decisiones.
La edición fue financiada por el Ministerio de Agricultura de Chile a través de la Fundación para la Innovación Agraria (FIA) y compilada por un grupo profesional dirigido por Fernando Santibáñez, director del  Centro de Agricultura y Medioambiente (AGRIMED) de la Facultad de Ciencias Agronómicas de la Universidad de Chile.
La lista de 134 distritos agroclimáticos del Atlas y su descripción puede ser vista en Anexo:Lista de distritos agroclimáticos de Chile, una breve descripción en Anexo:Distritos agroclimáticos de Chile y los datos climáticos en Anexo:Datos de los distritos agroclimáticos de Chile. Los mapas de cada uno de los distritos están a disposición en c:Category:Atlas agroclimatico de Chile (xdistritos).

## Antecedentes
La clasificación climática de Koeppen proporciona un método objetivo y simple para distinguir diversos tipos de clima. Sin embargo, cuando se desea aplicar esos conocimientos a la agricultura, se deben considerar otros factores que influyen en la producción. Esto a llevado a la definición de distrito agroclimático, una zona con características interrelacionadas entre el clima y los sistemas de cultivos, para tomar mejores decisiones en el manejo agronómico de los cultivos.
En 1992 se publicó una "Zonificación agroclimática de la X Región" y en 2016 la "Clasificación agroclimática para la XV Región".
F. Santibáñez y J. M. Uribe publicaron un "Atlas Agroclimático de Chile" en 1990 para las Regiones V y Metropolitana y en 1993 para las Regiones VI, VII, VIII y IX
El año 2012 fue publicado por Juan M. Uribe, Rodrigo Cabrera, Andrés de la Fuente y Manuel Paneque el "Atlas bioclimático de Chile".

## Contenido
La publicación está compuesta de seis tomos:,
- Tomo I: Regiones de Arica y Parinacota, Tarapacá y Antofagasta
- Tomo II: Regiones de Atacama y Coquimbo
- Tomo III: Regiones de Valparaíso, Metropolitana, del Libertador Bernardo O’Higgins y del Maule
- Tomo IV: Regiones del Biobío y La Araucanía
- Tomo V: Regiones de Los Ríos y Los Lagos
- Tomo VI: Regiones de Aysén y Magallanes

Su contenido son mapas, fichas y gráficos con información sobre los climas actuales y las modificaciones que podrían experimentar en el futuro. Una sección de evaluación de riesgos y eventos climáticos extremos permite prever las consecuencias que estos cambios podrían tener sobre los recursos hídricos, los ecosistemas, la productividad agrícola y los potenciales de producción agropecuaria en el país. Su resolución alcanza hasta 1 km².

## Método
Distritos agroclimáticos
Los compiladores dividieron la superficie del país en "distritos agroclimáticos" que son áreas no necesariamente contiguas pero con un clima uniforme y por consecuencia con un potencial productivo similar. Para ello consideró la temperatura máxima de enero (lo que aporta el atributo de calidez del verano), la temperatura mínima del julio (lo que aporta el atributo de
rigor del invierno), las horas de frío (atributo de continentalidad), precipitación anual (régimen de humedad) y altitud (complementa atributos no incluidos en variables anteriores). Este criterio produjo en la zona central distritos agroclimáticos de 40.000 hectáreas y en las zonas extrema, de 400.000 hectáraes.: 17 
Tipos de clima
El atlas aplica la clasificación climática de Koeppen para describir el clima de cada distrito. Para Chile la clasificación determina 5 tipos de clima, por cierto, climas de desierto, estepas áridas y frías, climas templados (cálidos y fríos), climas de tundra y climas polares. A esta clasificación se agregaron factores térmicos e hídricos.: 19 
Numeración de los distritos
La numeración se hace por medio de los números de las regiones en que se encuentra ese distrito, primero la región más septentrional (ejemplo "A"), luego la más austral (ejemplo "B") y por último un ordinal que diferencia los distritos dentro del grupo A-B.
El número 13 corresponde a la Región Metropolitana, el 15 a la Región de Arica y Parinacota así como el 14 a la Región de Los Ríos, con lo que la secuencia de norte a sur queda 15, 1, 2, 3, 4, 5, 13, 6, 7, 8, 9, 14, 10, 11, 12.

## Datos
Para cada distrito se recopilaron:
- Tipo de clima con base en la clasificación climática de Koeppen extendida para el caso chileno;
- Altitud media;
- Área aproximada;
- Breve descripción del clima con temperaturas máximas, mínimas, cantidad y continuidad de las heladas, calor y falta de calor para el crecimiento de vegetales y precipitaciones;
- Algunos lugares en que se encuentra este clima;

Todo esto está representado en imágenes que muestran la ubicación del distrito y la distribución de los valores en el país.
- Días grado: son la suma de las diferencias de la temperatura media diaria por sobre o debajo de un umbral determinado acumulada en un mes. El umbral puede variar según el cultivo para el que se quiera estimar y varía entre 10 y 30 grados Celcius.[10][11]: 20  El atlas considera el rango de 10 °C a 30 °C, otras temperaturas inferiores son puestas a 10 °C y otras superiores a 30 °C.[9]: 24